# Sara Granér
Sara Maria Granér, född 30 december 1980 i Lund, är en svensk serieskapare och satirtecknare. Hon arbetar med samhällssatir, i regel med groteskt tecknade djurgestalter i centrum. Hon mottog EWK-priset 2010 och Adamsonstatyetten 2013.

## Karriär
Granérs korta serier och enrutesteckningar har publicerats i bland andra Galago, Dagens Nyheter, Ordfront magasin, ETC, Stockholms Fria Tidning och Mana. 
Granér är aktiv i seriekollektivet Dotterbolaget. Hon släppte 2008 boken Det är bara lite AIDS på förlaget Ordfront Galago. År 2010 kom hon ut med sitt andra seriealbum, Med vänlig hälsning, och samma år kom även Granérs vikariekalender 2011. 2012 publicerades All I Want for Christmas is planekonomi.
Granér har medverkat i utställningar i bland annat Rom och Tokyo och haft separatutställning på Kulturhuset i Stockholm.

## Stil och mottagande
Sara Granérs figurer är i regel groteskt, "brutalnaivistiskt" tecknade djurgestalter, och berättarstilen är satir. Om Granér har det sagts att hon "lyckas upphöja det naiva till typ det smartaste som finns genom att avlyssna klyschor och stereotyper, skruva dem hårt, och låta dem kollapsa till humor när de genreblandas" och att hon "tecknar den politiska högerns psyke".
2010 tilldelades Sara Granér EWK-priset. Vid Bokmässan 2013 fick Granér motta Adamsonstatyetten,, där Svenska Serieakademins motivering löd:
| ”                       | Sara Granér är en egensinnig artist. Framför allt får hon priset för att hon håller ögon och öron öppna för språkets möjligheter. Hennes språkliga eskapader är ofta lika svart, absurda, bisarra och stilsäkert tramsiga som hennes tecknade djur/människogestalter. | „ |
| – Svenska Serieakademin | |   |

Serieakademin noterade även Granérs förmåga att även förse sina albumutgåvor med slagkraftiga namn och utnämnde henne till "en av Sveriges främsta verktitelskapare". Vid utdelandet av EWK-priset belönades Granér för sitt kraftfulla bildspråk och drastiska humor som både "träffar betraktaren mitt i solar plexus" och ger oss "en tankeställare om samtidens fördomar och svarta hål." 2013 tilldelades hon Region Skånes kulturpris.

## Produktion

### Separatutställningar
- 2009 – "Det är bara lite AIDS", Kulturhuset, Stockholm (i regi av Serieteket), 11 augusti–25 oktober.
- 2010 – Seriegalleriet, Stockholm, 21 augusti–15 september.
- 2012 – Arvika Konsthall, 14 juli–11 augusti.